# Mesogonia ithra
Mesogonia ithra är en insektsart som först beskrevs av William Lucas Distant 1908.  Mesogonia ithra ingår i släktet Mesogonia och familjen dvärgstritar. Inga underarter finns listade i Catalogue of Life.